# 安布西特拉區
安布西特拉區，是馬達加斯加的行政區，位於該國中部，由阿莫羅尼馬尼亞區負責管轄，首府設於安布西特拉，面積3,199平方公里，2011年人口248,587，人口密度每平方公里78人。